# Ryan Cassata
Ryan Otto Cassata, né le 13 décembre 1993, est un musicien américain, orateur, écrivain, cinéaste, acteur, et homme trans.
Cassata intervient dans les écoles et les universités pour parler des thèmes du trouble de l'identité de genre, de sa transidentité et transition personnelle et du harcèlement.

## Biographie
Cassata a commencé à jouer de la guitare à l'âge de 6 ans, après que ses parents l'aient inscrit à des leçons.
Ryan Cassata a subi une mastectomie en janvier 2012, quand il avait 18 ans,.
Il vit actuellement à San Francisco.

## Militantisme
Depuis 2008, Ryan Cassata intervient dans les écoles et les universités, groupes d'entraides et conférences, à propos des sujets comme le coming out, le trouble de l'identité de genre, la transidentité, la chirurgie de réattribution sexuelle, la dépendance aux substances et les brimades. Cassata a aussi partagé son expérience de premier élève ouvertement transgenre à la Bay Shore High School, et les changements qu'il a pu initier dans l'établissement.
Il a évoqué l'intimidation, les sanitaires genrés, et le droit de voir figurer son prénom choisi dans les listes administratives de l'école au lieu de celui attribué à la naissance. Cassata raconte son histoire personnelle dans des discours, chansons, poésies, et vidéos YouTube.
Il a fait une apparition dans l'émission Larry King Live Show & The Tyra Banks Show pour parler de sa transidentité.
En 2012, Cassata est devenu le plus jeune conférencier élu par la Philadelphia Trans-Health Conference. Les clips de ses chansons abordent des thèmes liées à la justice sociale, comme le harcèlement. Le clip de sa chanson « Hands of Hate », publiée sur YouTube, commémore les jeunes LGBT victimes de crimes ou suicidés. Les paroles de la chanson évoquent le meurtre de Matthew Shepard, le meurtre de Larry King, et les suicides de Tyler Clementi et Jamey Rodemeyer. Larry King est mis à l'honneur dans le second couplet.
En 2015, Ryan Cassata apparait à la Trans March de San Francisco avec Laverne Cox, en tête de cortège.
Cassata a prononcé des discours dans des universités : l'université Carnegie-Mellon, l'université de Boston, Capital University, l'université de Rider, l'université Rutgers, Central Washington University, l'université d'État de San Francisco, l'université d'État de New York à Binghamton, Dominican University of California, l'université du New Hampshire, State University of New York at Purchase, State University of New York at New Paltz, Ursinus College, State University of New York at Old Westbury et Dowling College.
Cassata est intervenu dans des lycées tels que Bay Shore High School, David H. Hickman High School, Rumson-Fair Haven Regional High School, Amityville Memorial High School, Ossining High School, Kingston High School et Monmouth Regional High School.

## Carrière musicale
En 2014, la chanson « Soda Cans » est incluse par The Advocate dans une liste d'"hymnes trans". Cassata a été inscrit par la chaîne Logo TV dans la liste des « 9 musicien⋅ne⋅s trans auxquel⋅le⋅s vous devez vous intéresser ».
Ryan Cassata est le premier musicien ouvertement transgenre a s'être produit au Vans Warped Tour après avoir remporté le Ernie Ball Battle of The Bands de 2013 et 2015.
Il s'est produit lors du festival de musique LGBT[Lequel ?] et a fait des tournées aux États-Unis,. Cassata s'est produit dans des lieux de musiques populaires tels que Whisky a Go Go, The Saint, The Bitter End, SideWalk Cafe, et Bowery Poetry Club. Au Ernie Ball Battle of the Bands, Cassata a gagné une date de concert au Warped Tour 2013 qui a eu lieu à l'Acoustic Basement Stage le 21 juin 2013. Cassata a aussi remporté une date pour se produire lors du Warped Tour 2015 et s'est produit sur le Ernie Ball Stage le 20 juin 2015.

### Musique pour le cinéma
Cassata a composé la bande sonore du court-métrage Loop Planes (2010) qui a été projeté dans des festivals de cinéma, dont Tribeca Film Festival, South by Southwest Gay & Lesbian Film Festival, et Hamptons International Film Festival. On y trouve les chansons « Distraction » et « Sleeping Through », issues de l'EP « Distraction ».

## YouTube
Cassata a commencé en créant des vlogs et en téléversant des vidéos de ses concerts en 2007. Sur sa chaîne personnelle YouTube, il parle de son expérience d'homme trans, de musicien, et d'orateur public. En décembre 2015, sa chaîne atteint les 53 000 abonnés, et ses vidéos cumulent 3,3 millions de visionnages.
Ryan Cassata a collaboré avec Davey Wavey, ElloSteph, Arielle Scarcella, Marissa Farina, et SassiBob sur des vidéos. Cassata est devenu la première personne transgenre du LGBT Panel du Playlist Live en février 2015 et est apparu avec Stevie Boebi, ElloSteph, Marissa Farina, RJ Aguiar, et Tyler Oakley.
Cassata était membre régulier de la chaîne collaborative YouTube LGBTeens aux 35 000 abonnés et fait partie du réseau Big Frame. Cassata vlogue à propos de la communauté LGBT et de son expérience personnelle d'être ouvertement un adolescent LGBT sur cette chaîne. Il a été inscrit dans le « top 5 most influential transgender YouTube creators » (« (Top 5 des créateurs transgenres les plus influents de Youtube ») par NewMediaRockstars.

## Interprétation
Cassata est le principal sujet du documentaire danois Songs for Alexis, produit par Copenhagen Bombay avec l'aide du Danish Film Institute. Le documentaire est sorti en avant-première mondiale, à guichets fermés, au festival international canadien du documentaire Hot Docs le 30 avril 2014,. Le film a été également projeté à guichets fermés au DOC NYC,.
Indiewire a recensé « Songs for Alexis » dans la liste des « 10 Films You must Watch at Frameline 2014 » (« 10 films que vous devez avoir vus au festival Frameline 2014 »).
En juin 2015, Ryan Cassata a tenu le premier rôle dans Beemus réalisé par Lauren Wolkstein. Il y joue un étudiant gymnaste de l'université. Pour ce rôle, il a gagné le prix « Best Breakout Performance » au Victoria TX Independent Film Fest en mars 2016.

## Prix notables
- Harvey Milk Memorial Award[30]
- Ernie Ball Battle of The Bands winner, featured on Warped Tour 2013 [31]
- Ernie Ball Battle of The Bands winner, featured on Warped Tour 2015 [32]
- KPQR, 99.1 FM Music Community Member of the Year Award [33]
- Best Breakout Performance for "Beemus, It'll End In Tears" at Victoria TX Independent Film Festival [29]

## Discographie

### LPs

#### The Theme of Humankind
- The Theme of Humankind[34] (Artemendous Records, 28 mai 2011)

listes des pistes :
1. Val's Song
2. Dancing Shoes
3. Love 'Round the World
4. Waiting On the Sunrise
5. In The Business
6. Artemendous Knows All
7. Wild Fire Woman
8. The Trans Slam
9. Going West
10. Love/Hate
11. In My Hands

Musiciens :
- Ryan Cassata – chant, guitare acoustique, guitare électrique, harmonica, clavier
- Kenny Truhn – guitare électrique, batterie, percussion
- Steven Battline – clavier, batterie, guitare électrique
- Dave Suchmann – guitare basse
- Josh Seidman – guitare électrique, percussion

Production :
- Ryan Cassata – Producteur exécutif
- Dave Suchmann – Coproducteur
- Mic Angelo – Mix Engineer
- Emily Gage – Album Artwork

#### The Rhythm(ROC Productions, 25 mai 2012)
1. Love 'round the World (Hope)
2. The Rhythm (feat. Kenny Truhn)
3. Mouth Like a Hurricane
4. Soda Cans
5. Nothing Like Plastic
6. Intro (I Do)
7. Beauty Like Youth (I Do) (feat. Alexis Ann)
8. Shine Your Light
9. Hands of Hate (feat. Kenny Truhn, Vincent Cassata, Francine Cassata)

Musiciens :
- Ryan Cassata – Vocals, Acoustic Guitar, Electric Guitar, Keyboard
- Kenny Truhn – Electric Guitar, Drums, Bass, Percussion
- Adam Abresch – Trumpet
- Josh Seidman – Percussion

Production:
- Ryan Cassata – Executive Producer, Liner Notes
- Kenny Truhn – Coproducteur
- Mic Angelo – Mix Engineer
- Erich Glaubitz – Mastering
- Emily Gage – Album Artwork

#### Songs for Alexis (Original Soundtrack Recording)
Songs for Alexis (Original Soundtrack Recording) (ROC Productions, 30 avril 2014) : 
1. Oh, Alexis
2. Day Dream
3. New York to California
4. Soda Cans
5. Naked (Protest Song)
6. The Rhythm
7. Together Again
8. Freedom Nation
9. Mayday
10. Hands of Hate (feat. Kenny Truhn, Vincent Cassata, Francine Cassata)

#### Soul Sounds
Soul Sounds (ROC Productions, 21 février 2015) : 
1. Since When Does Bare Feet Make You A Warrior Of Peace?
2. Psychedelic Alligator Hunter
3. Cocaine Crazy
4. Jump Fence
5. Alone
6. Recover Me
7. Save My Soul
8. Mr. Beane (Fenway Park)
9. Face On The Ground
10. Red Light

Musiciens:
- Ryan Cassata – Vocals, Acoustic Guitar, Electric Guitar, Keyboard
- Kenny Truhn – Electric Guitar, Drums, Bass, Percussion
- Adam Abresch – Trumpet
- Kenny Truhn, Jordanna Felice, Jess Gorman - Backing Vocals
- Mark O'Connell of Taking Back Sunday - Additional Drums on Track 1

Production:
- Ryan Cassata – Executive Producer, Liner Notes
- Kenny Truhn – Co-Producer
- Mic Angelo – Mix Engineer
- Mike Cervantes from Masterdisk – Mastering
- Kristen Lyseggen, Emily Gage – Photograph, Album Artwork

#### Shine
Shine (ROC Productions, 15 mars 2016)  : 
1. We're The Cool Kids
2. Check Engine
3. Bedroom Eyes
4. Sunrise Highway
5. Don't Count Me Out
6. Man In The Mirror
7. Shine On
8. Alcatraz
9. Hot Springs, Arkansas
10. Round Here

Musiciens : 
- Ryan Cassata – Vocals, Acoustic Guitar, Electric Guitar, Keyboard, Piano
- Kenny Truhn - Drums
- Barb Morrison - Electric Guitar, Percussion, Bass, Electric Guitars, Horns
- Jonathan Jetter - Slide Guitars, Electric Guitars, Mandolin
- Rebecca Pritchard - Backing Vocals
- Francine Cassata - Backing Vocals

Production :
- Ryan Cassata – Liner Notes
- Barb Morrison - Producer
- Jonathan Jetter – Engineer
- John Davis – Mastering
- Adam Bouska - Photography
- Emily Gage – Album Artwork

### EPs

#### Distraction
Distraction (12 janvier 2011)
Liste des chansons :
1. Distraction
2. Sleeping Through
3. Wonderful, Beautiful
4. The Desert King
5. Sparkle Like the Sea
6. Val's Song

Musiciens :
- Ryan Cassata – Vocals, Acoustic Guitar, Electric Guitar, Harmonica, Keyboard, Percussion
- David DeFeis – Keyboards, Bass Guitar, Drums, Percussion

Production :
- Ryan Cassata – Executive Producer, Liner Notes
- David DeFeis – Co-Producer, Mix Engineer, Mastering
- Emily Gage – Album Artwork

#### Oh, Alexis: Acoustic Sessions, Vol. 1
Oh, Alexis: Acoustic Sessions, Vol. 1 (ROC Productions, December 13, 2012)
1. Oh, Alexis
2. Soda Cans
3. 1,000 Letters
4. Mayday
5. Together Again
6. New York to California
7. Day Dream

Production :
- Ryan Cassata – Executive Producer
- Erich Glaubitz – Mix Engineer, Mastering, Producer
- Emily Gage – Album Artwork

#### In America: The Acoustic Sessions, Vol. 2
In America: The Acoustic Sessions, Vol. 2 (ROC Productions, April 13, 2013)
1. The Coffee Shop Song
2. Freedom Nation
3. 1960's Scene
4. The Rhythm
5. In America

Production :
- Ryan Cassata – Executive Producer, Album Artwork
- Erich Glaubitz – Mix Engineer, Mastering, Producer

#### Jupiter, It Won't Be Long: The Acoustic Sessions, Vol. 3
Jupiter, It Won't Be Long: The Acoustic Sessions, Vol. 3 (ROC Productions, 13 septembre 2013)
Liste des chansons :
1. I Don't Really Wanna Go to College
2. Liberation
3. Jupiter, It Won't Be Long
4. Dear Lucas
5. Tell His Old Man
6. The Mob's Rolling Cadillac
7. Sobering Up
8. Grass Hat

Production :
- Ryan Cassata – Executive Producer
- Erich Glaubitz – Mix Engineer, Mastering, Producer
- Emily Gage – Album Artwork

#### Chicago Midway: The Acoustic Sessions, Vol. 4
Chicago Midway: The Acoustic Sessions, Vol. 4 (ROC Productions, 13 avril 2014)
Liste des chansons : 
1. Long Shot
2. Chicago Midway
3. Cracks & Crevices
4. Shotgun of a Mouth
5. Cocaine Crazy
6. Sacred Grounds
7. Love Defined

Production :
- Ryan Cassata – Executive Producer, Album Artwork
- Erich Glaubitz – Mix Engineer, Mastering, Producer
- Sam Tall – Album Artwork

### Singles

#### Captain May(Mai 2014)
Musiciens : 
- Ryan Cassata – Vocals, Acoustic Guitar, Keyboard
- Sam Tall – Electric Guitar, Bass Guitar, Drums, Percussion

Production : 
- Ryan Cassata – Producer
- Sam Tall – Producer, Mix Engineer, Mastering, Post Production

## Filmographie
| Année | Titre                                           | Rôle                  | Notes                                                                                      |
| ----- | ----------------------------------------------- | --------------------- | ------------------------------------------------------------------------------------------ |
| 2009  | Larry King Live                                 | Lui-même              | TV Series; Episode : "Born in the Wrong Body!"                                             |
| 2010  | The Tyra Banks Show                             | Lui-même              | TV Series; Episode: "We're 7 & 8 Years Old and Know We Are Transgender"                    |
| 2010  | Loop Planes                                     | Compositeur           |                                                                                            |
| 2013  | Head First,                                     | Lui-même              | TV Series; Episode: "The Wrong Body"                                                       |
| 2013  | Gender Silent                                   | Lui-même              |                                                                                            |
| 2013  | HuffPost Live                                   | Lui-même              | TV Series; Episode: "The Life Of A Transgender Teenager"                                   |
| 2013  | HuffPost Live                                   | Lui-même              | TV Series; Episode: "The Fight For Transgender Teen Rights"                                |
| 2014  | Songs for Alexis                                | Lui-même, compositeur | Diffusé à Hot Docs International Documentary Festival à Toronto et Frameline Film Festival |
| 2014  | On The Road: Ryan Cassata 2014 Tour Documentary | Lui-même              | DVD Only                                                                                   |
| 2015  | Beemus, It'll End In Tears                      | L'élève               | première au [South by Southwest]                                                           |
| 2015  | Flesh Trade                                     | Cooper                | post-production                                                                            |

## Publications
| Année | Publication        | Titre |
| ----- | ------------------ | --- |
| 2014  | IndieWire          | "Ryan Cassata, The Trans Teen From New Doc 'Songs For Alexis,' Shares His Experiences Making The Film and Bringing It To Hot Docs" |
| 2015  | The New York Times | "Ryan Cassata" |

### Contributions
- 2014 – Trans Bodies, Trans Selves: A Resource for the Transgender Community – Laura Erickson-Schroth  (ISBN 978-0199325351) (Youth Chapter, advisor)
- 2016 – The i’Mpossible Project – Joshua Riverdal  (ISBN 978-0-9860964-7-1) (Learning to Love You)

## Vidéos musicales
- Sleeping Through, 2011
- Soda Cans, 2012
- Hands of Hate, 2012
- Mayday, 2013
- Bedroom Eyes (Demo), 2014
- Bedroom Eyes, 2016